# Chelsea F.C. Women

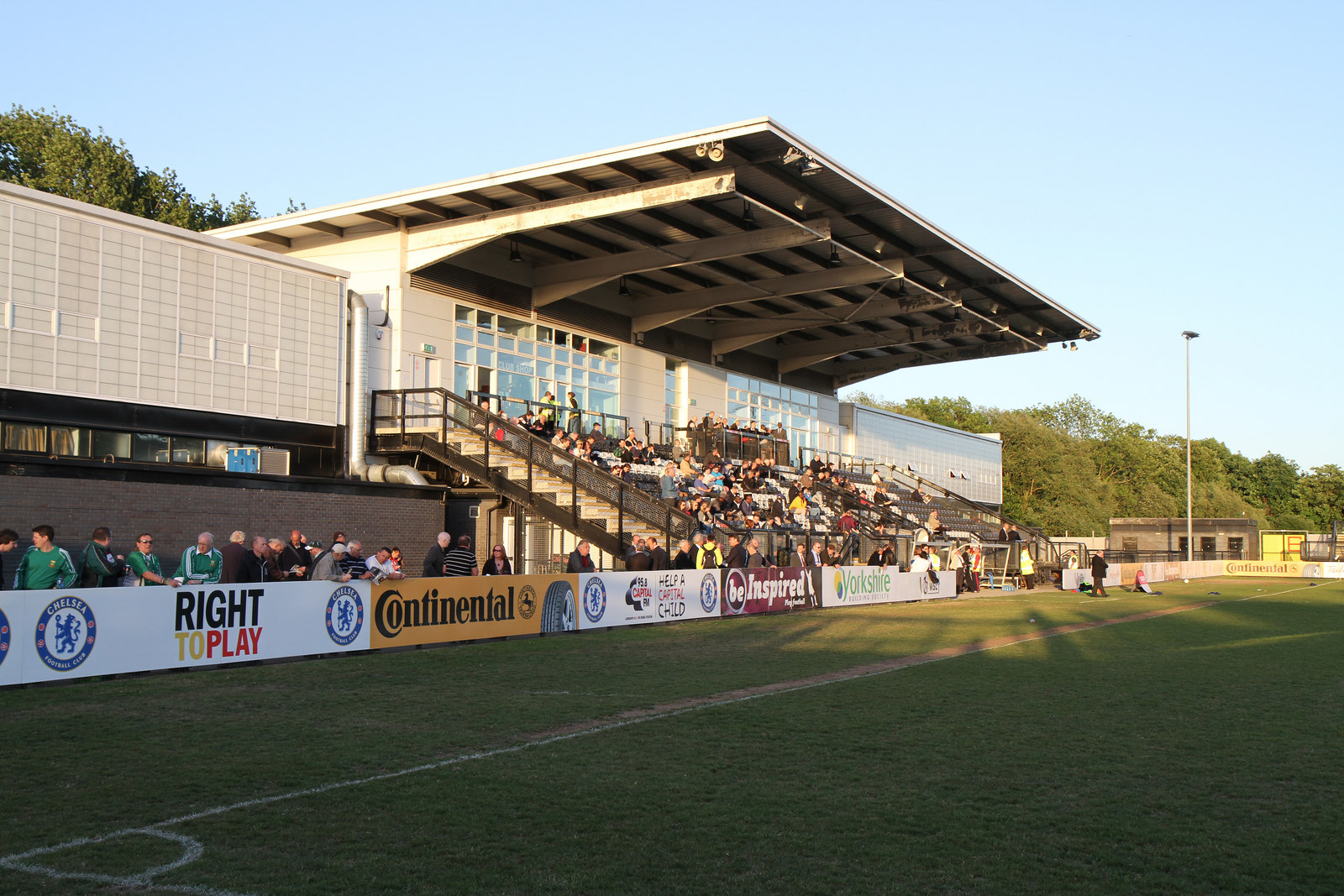
Imperial Fields sân nhà của Chelsea năm 2011

Chelsea Football Club Women là một câu lạc bộ bóng đá nữ của Anh có trụ sở ở Norbiton, London, Anh. Từ năm 2004, câu lạc bộ có liên kết với Chelsea F.C., một câu lạc bộ bóng đá nam ở Premier League. Chelsea F.C.W. là thành viên sáng lập của FA WSL năm 2010, giải bóng đá cấp cao nhất của Anh từ năm 2011. Từ 2005 tới 2010, đội bóng tranh tài tại Premier League National Division, cấp độ cao nhất của giải bóng đá Anh thời điểm đó.

## Lịch sử

### Thành lập
Chelsea Ladies Football Club được thành lập năm 1992 sau khi cổ động viên của Chelsea FC bày tỏ nhu cầu có một đội bóng đá nữ của câu lạc bộ. Tháng 6 năm 2004, Chelsea Ladies được thông qua việc tiếp quản và tài trợ bởi bộ phận Bóng đá trong cộng đồng của Chelsea FC. Câu lạc bộ sau đó lên hạng nhờ vô địch Southern Division mùa 2004–05 để lên Premier League National Division và tham dự giải đấu cấp cao nhất kể từ đó.

### FA Premier League National Division, 2005–2010
Sau khi khởi đầu mùa bóng 2005–06 chỉ với một điểm sau sáu trận, huấn luyện viên George Michealas bị sa thải vào tháng 9 sau 4 năm nắm quyền. Họ kết thúc ở nửa dưới bảng xếp hạng dưới sự dẫn dắt của Shaun Gore, nhưng nhờ thắng trận playoff lên xuống hạng với á quân Northern Division Liverpool 4–1 sau hai lượt trận nên được ở lại Premier League National Division. Trong mùa giải câu lạc bộ đã đưa ra lời đề nghị chuyển nhượng với những cầu thủ ngôi sao Bắc Mỹ Tiffeny Milbrett và Christine Sinclair.
Sau khi kết thúc ở vị trí thứ tám mùa 2006–07, Gore lựa chọn các cầu thủ của tuyển Anh Siobhan Chamberlain, Casey Stoney và Eniola Aluko mùa hè năm đso. Nhà vô địch World Cup Lorrie Fair, một trong những tiền vệ hay nhất bóng đá nữ, gia nhập vào tháng 1 cùng Chelsea kết thúc mùa 2007–08 ở vị trí thứ năm.
Chelsea Ladies giới thiệu huấn luyện viên mới mùa 2008–09, cựu huấn luyện viên đội dự bị Arsenal Ladies Steve Jones. Ngày 2 tháng 7 năm 2008 Chelsea bất ngờ ký hợp đồng với Lianne Sanderson và Anita Asante từ Arsenal Ladies, thêm vào đó là cựu binh Mary Phillip. Khi đó huấn luyện viên Arsenal Ladies Vic Akers đã chỉ trích các học trò cũ của mình là thiếu tôn trọng, trong khi theo đuổi cầu thủ từ các câu lạc bộ khác để củng cố đội hình của mình.
Chelsea Ladies kết thúc mùa 2008–09 ở vị trí thứ ba sau Arsenal và Everton. Mary Phillip giải nghệ một tháng khi vào mùa giải mới, Eniola Aluko và Anita Asante rời tới giải đấu mới WPS vào tháng 3 năm 2009, trong khi đó Lorrie Fair bỏ lỡ gần như cả mùa giải khi gặp chấn thương dây chằng vào tháng 5 năm 2008. Jones rời cương vị huấn luyện tháng 1 năm 2009, Casey Stoney trở thành cầu thủ kiêm huấn luyện viên.
Theo đề xuất của Casey Stoney, Matt Beard trở thành huấn luyện viên mùa giải 2009–10. Việc cắt giảm nguồn tài trợ từ câu lạc bộ đã được giải quyết nhờ John Terry và các cầu thủ nam khác của Chelsea FC. Một đòn giáng mạnh khác đến khi Lianne Sanderson chuyển tới thi đấu tại WPS mùa 2010.

### FA Women's Super League (FAWSL), 2011–nay
Câu lạc bộ đã thành công trong việc trở thành một trong tám đội bóng sáng lập FA Women's Super League vào tháng 3 năm 2011. Beard dẫn dắt câu lạc bộ tới chung kết FA Women's Cup lần đầu tiên năm 2012, nhưng Chelsea đã để thua trước Birmingham City trong loạt sút luân lưu sau hai lần vươn lên dẫn trước trong trận hòa 2–2. Vào tháng 7 năm 2012 Matt Beard từ chức sau ba năm và được thay thế vởi Emma Hayes.
Tháng 5 năm 2013, Edda Garðarsdóttir tiết lộ rằng câu lạc bộ đưa ra quy định các cầu thủ nữ không được nói chuyện với các đồng nghiệp nam trừ khi các đồng nghiệp của họ là người bắt đầu câu chuyện trước.
2014 là một mùa giải thành công của Chelsea, họ giành chức á quân FA Women's Super League khi thua Liverpool về hiệu số bàn thắng, với 8 thắng 2 hòa và 4 thua. Vòng đấu cuối họ có thể giành chức vô địch, nhưng đã để thu 2–1 trong chuyến làm khách tới Manchester City. Vị trí thứ hai giúp họ giành quyền tham dự UEFA Women's Champions League lần đầu tiên trong lịch sử câu lạc bộ. Họ lọt vào bán kết của FA và Continental Cup, nơi họ để thua nhà vô địch, Arsenal và Manchester City.
Năm 2015, rất nhiều cầu thủ Chelsea trở thành cầu thủ chuyên nghiệp lần đầu tiên.
Ngày 1 tháng 8 năm 2015, Chelsea lần đầu vô địch FA Women's Cup. Họ đánh bại Notts County Ladies trên Sân vận động Wembley. Ji So-yun ghi bàn thắng duy nhất phút 39 trong khi đó Eniola Aluko giành danh hiệu cầu thủ xuất sắc nhất trận. Đội đánh bại Sunderland 4–0 vào tháng 10 năm 2015 để giành danh hiệu FA WSL.

## Cầu thủ

### Đội hình hiện tại

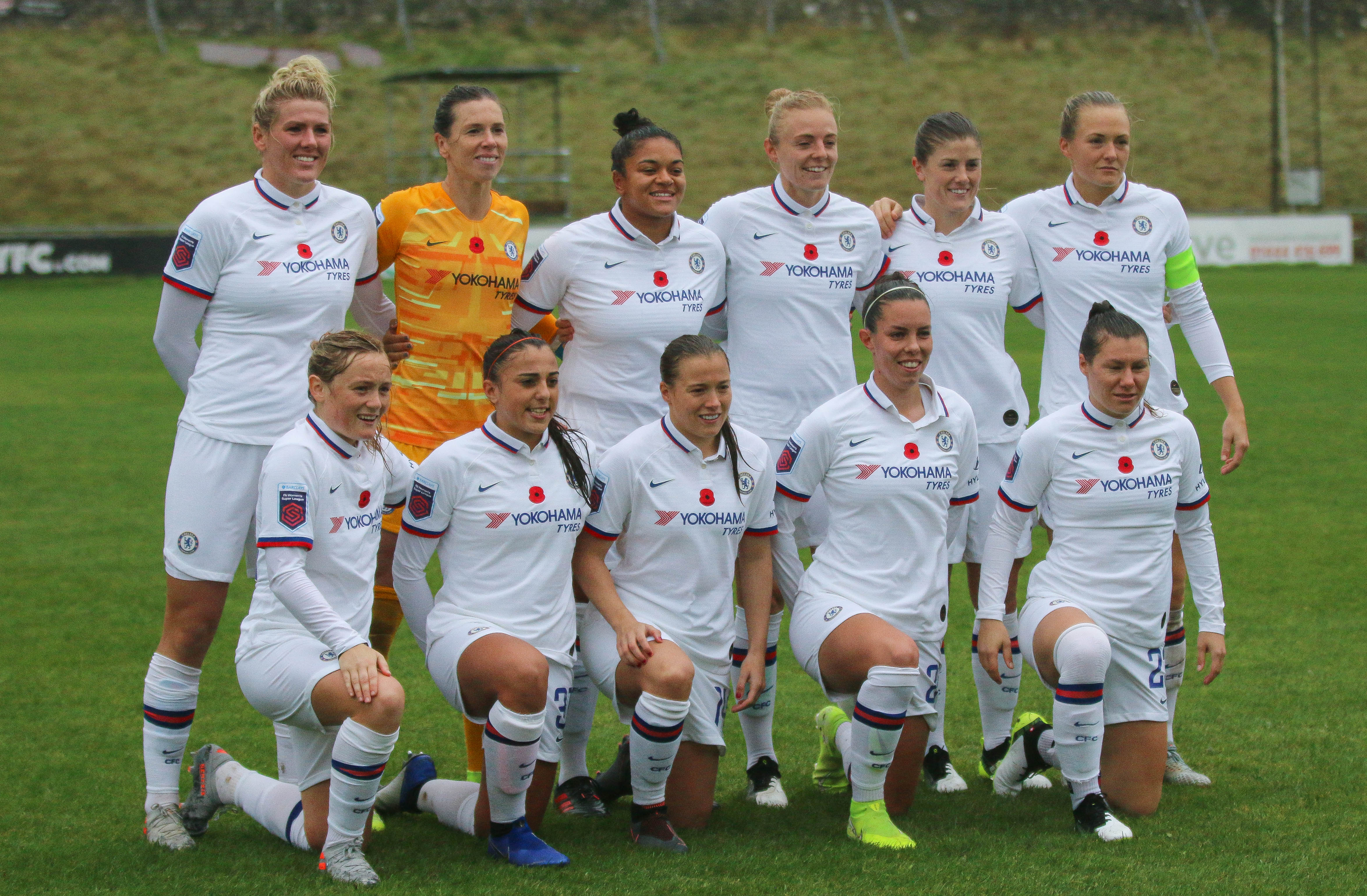
Chelsea vào tháng 11 năm 2019 trước trận đấu với Lewes

Tính đến Ngày 24 tháng 1 năm 2022.
Ghi chú: Quốc kỳ chỉ đội tuyển quốc gia được xác định rõ trong điều lệ tư cách FIFA. Các cầu thủ có thể giữ hơn một quốc tịch ngoài FIFA.
| Số | VT | Quốc gia  | Cầu thủ                      |
| -- | -- | --------- | ---------------------------- |
| 1  | TM | Thụy Điển | Zećira Mušović               |
| 3  | HV | Hà Lan    | Aniek Nouwen                 |
| 4  | HV | Anh       | Millie Bright (vice-captain) |
| 5  | TV | Wales     | Sophie Ingle                 |
| 7  | HV | Anh       | Jessica Carter               |
| 8  | TV | Đức       | Melanie Leupolz              |
| 9  | TĐ | Anh       | Bethany England              |
| 10 | TV | Hàn Quốc  | Ji So-yun                    |
| 11 | TV | Na Uy     | Guro Reiten                  |
| 14 | TĐ | Anh       | Fran Kirby                   |
| 16 | HV | Thụy Điển | Magdalena Eriksson (captain) |

| Số | VT | Quốc gia  | Cầu thủ           |
| -- | -- | --------- | ----------------- |
| 17 | TV | Canada    | Jessie Fleming    |
| 18 | HV | Na Uy     | Maren Mjelde      |
| 19 | TĐ | Anh       | Lauren James      |
| 20 | TĐ | Úc        | Sam Kerr          |
| 21 | HV | Anh       | Niamh Charles     |
| 22 | TV | Scotland  | Erin Cuthbert     |
| 23 | TĐ | Đan Mạch  | Pernille Harder   |
| 24 | TV | Jamaica   | Drew Spence       |
| 25 | HV | Thụy Điển | Jonna Andersson   |
| 27 | HV | Nga       | Alsu Abdullina    |
| 30 | TM | Đức       | Ann-Katrin Berger |

## Sân vận động
Chelsea W.F.C. thi đấu các trận sân nhà tại Kingsmeadow, Kington upon Thames, London và có sức chứa 4.850 khán giả với 2.265 chỗ ngồi.
Đội trước đó thi đấu tại Imperial Fields trong mùa giải 2011–12, sâm nhà của câu lạc bộ Isthmian League Tooting & Mitcham United.

## Danh hiệu

### Giải trong nước
- FA Women's Super League 1
  - (8): 2015, 2017–18, 2019–20, 2020–21, 2021–22, 2022–23, 2023–24, 2024–25
- FA Women's Cup
  - (1): 2014–15
- Premier League Southern Division
  - (1): 2004–05
- Surrey County Cup
  - (9): 2003, 2004, 2006, 2007, 2008, 2009, 2010, 2012, 2013

## Thành tích tại UEFA Women's Champions League
Tất cả kết quả (sân nhà và sân khách) danh sách bàn thắng của Chelsea được ghi trước.
| Mùa giải | Giải đấu         | Vòng        | Sân nhà | Sân khách | Đối thủ      |
| -------- | ---------------- | ----------- | ------- | --------- | ------------ |
| 2015-16  | Champions League | Vòng 32 đội | 1–0     | 3–0       | Glasgow City |
| 2015-16  | Champions League | Vòng 16 đội | 1–2     | 0–2       | Wolfsburg    |
| 2016-17  | Champions League | Vòng 32 đội | 0–3     | 1–1       | Wolfsburg    |